# Carphotoreus alni
Carphotoreus alni is een keversoort uit de familie snuitkevers (Curculionidae). De wetenschappelijke naam van de soort werd in 1972 gepubliceerd door Bright.